# توهم کنترل
توهم کنترل یا سراب کنترل (به انگلیسی: illusion of control) تمایل افراد به دست بالا گرفتن توانایی خود در کنترل رویدادها است. این اصطلاح توسط روانشناس آمریکایی الن لنگر نامگذاری شد و تصور می‌شود که بر رفتار قمار و اعتقاد به ماوراء الطبیعه تأثیر می‌گذارد. توهم کنترل در کنار توهم برتری و سوگیری خوشبینی یکی از توهمات مثبت است.

## تعریف
توهم کنترل تمایل افراد به دست بالا گرفتن توانایی خود برای کنترل وقایع است، برای مثال، زمانی که فردی احساس کنترل بر نتایجی دارد که آشکارا بر آنها تأثیر نمی‌گذارد.
این توهم ممکن است به این دلیل به وجود بیاید که شخص فاقد بینش مستقیم درون‌نگر است که آیا کنترل رویدادها را در دست دارد یا خیر. این را توهم درون نگری نامیده‌اند. در عوض، آنها ممکن است میزان کنترل خود را با فرآیندی که اغلب غیرقابل اعتماد است قضاوت کنند. در نتیجه، آن‌ها خود را مسئول رویدادهایی می‌دانند که پیوند علت و معلولی کمی با آنها وجود دارد یا اصلاً وجود ندارد. به عنوان مثال، در یک مطالعه، دانشجویان در یک محیط واقعیت مجازی بودند تا ترس از ارتفاع را با استفاده از آسانسور درمان کنند. کسانی که به آنها گفته شد که کنترل آسانسور را دارند، اما در حقیقت هیچ کنترلی نداشتند، احساس می‌کردند که کنترل آسانسور را دارند، درست به اندازه کسانی که واقعاً کنترل آسانسور را داشتند. حتی کسانی که به آنها گفته شده شده بود که هیچ کنترلی ندارند، گفتند که احساس می‌کردند که کنترل کمی روی آسانسور دارند.

## تاریخچه
نظریه پردازان روانشناسی پیوسته بر اهمیت درک کنترل بر رویدادهای زندگی تأکید کرده‌اند. یکی از اولین موارد زمانی بود که آلفرد آدلر استدلال کرد که مردم برای کسب مهارت در زندگی خود تلاش می‌کنند. هایدر بعداً پیشنهاد کرد که انسان‌ها انگیزه قوی برای کنترل محیط خود دارند و «Wyatt Mann» یک انگیزه شایستگی و توانایی اساسی را فرض کرد که افراد با اعمال کنترل آن را ارضا می‌کنند. واینر، یک نظریه‌پرداز اِسناد، نظریه اصلی خود را در مورد انگیزه پیشرفت تغییر داد تا بعد کنترل پذیری را دربر گیرد. سپس «Kelley» استدلال کرد که شکست افراد در تشخیص موارد غیراقتباسی ممکن است منجر به نسبت دادن نتایج غیرقابل کنترل آنها به علل شخصی شود. در تحقیقات نوین، تیلور و برون استدلال کردند که توهمات مثبت، از جمله توهم کنترل، سلامت روان را تقویت می‌کنند.
این اثر توسط روانشناس آمریکایی الن لنگر نامگذاری شد و در زمینه‌های مختلف تکرار و شبیه‌سازی شده‌است.

## استنادات درون خطی
1. ↑  (Vyse 1997)
2. ↑  (Thompson 1999)
3. ↑  Hobbs, Christin; Kreiner, Honeycutt; Hinds, Brockman (2010). "The Illusion of Control in a Virtual Reality Setting". North American Journal of Psychology. 12 (3). Archived from the original on 2016-06-01. Retrieved 2016-05-16.
4. ↑  Taylor, Shelley E.; Brown, Jonathon D. (1988). "Illusion and well-being: A social psychological perspective on mental health" (PDF). Psychological Bulletin. 103 (2): 193–210. CiteSeerX 10.1.1.385.9509. doi:10.1037/0033-2909.103.2.193. PMID 3283814. Archived from the original (PDF) on 2010-07-19.
5. ↑  Presson, Paul K.; Benassi, Victor A. (1996). "Illusion of control: A meta-analytic review". Journal of Social Behavior & Personality. 11 (3).
6. ↑  (Plous 1993)